# Δ4-3-オキソステロイド-5β-レダクターゼ
Δ4-3-オキソステロイド-5β-レダクターゼ（Δ4-3-oxosteroid 5β-reductase）は、次の化学反応を触媒する酸化還元酵素である。
5β-コレスタン-3-オン + NADP+ {\displaystyle \rightleftharpoons } コレスト-4-エン-3-オン + NADPH + H+
反応式の通り、この酵素の基質は5β-コレスタン-3-オンとNADP+、生成物はコレスト-4-エン-3-オンとNADPHとH+である。
17α,21-ジヒドロキシ-5β-プレグナン-3,11,20-トリオン + NADP+ {\displaystyle \rightleftharpoons } コルチゾン + NADPH + H+
反応式の通り、この酵素の基質は17α,21-ジヒドロキシ-5β-プレグナン-3,11,20-トリオンとNADP+、生成物はコルチゾンとNADPHとH+である。
組織名は5β-cholestan-3-one:NADP+ 4,5-oxidoreductaseである。